# 運河通
運河通（うんがとおり）は、愛知県名古屋市中川区の地名。丁番を持たない単独町名である。住居表示未実施。

## 地理
名古屋市中川区の北東部に位置し、南に西日置町、北に運河町、中川運河を挟んで西に月島町、東に中村区名駅南と接する。

## 歴史

### 地名の由来
中川運河による。

### 沿革
- 1933年（昭和8年）4月10日 - 中区南平野町・北一色町・西日置町・米野町の各一部により、同区運河通として成立[7]。
- 1937年（昭和12年）10月1日 - 中村区編入により、同区運河通となる[7]。
- 1942年（昭和17年）1月15日 - 中村区米野町・小栗通・愛知町の各一部を編入する[7]。
- 1944年（昭和19年）2月11日 - 中川区編入により、同区運河通となる[7]。

※ この他、九重町・月島町・百船町・福住町・豊成町・愛知町にそれぞれ一部が編入されている。

## 世帯数と人口
2019年（平成31年）4月1日現在の世帯数と人口は以下の通りである。
| 町丁   | 世帯数 | 人口 |
| ------ | ------ | ---- |
| 運河通 | 69世帯 | 97人 |

### 人口の変遷
国勢調査による人口の推移
| 1995年（平成7年）  | 75人  | [ 8 ]  |  |
| 2000年（平成12年） | 67人  | [ 9 ]  |  |
| 2005年（平成17年） | 66人  | [ 10 ] |  |
| 2010年（平成22年） | 145人 | [ 11 ] |  |
| 2015年（平成27年） | 117人 | [ 12 ] |  |

## 学区
市立小・中学校に通う場合、学校等は以下の通りとなる。また、公立高等学校に通う場合の学区は以下の通りとなる。
| 番・番地等 | 小学校               | 中学校               | 高等学校 |
| ---------- | -------------------- | -------------------- | -------- |
| 全域       | 名古屋市立広見小学校 | 名古屋市立山王中学校 | 尾張学区 |

## 交通
- 大須通（名古屋市道愛知名駅南線）

## その他

### 日本郵便
- 郵便番号 : 454-0002[3]（集配局：中川郵便局[15]）。